# چراغ خانه (فیلم)
چراغ خانه (به هندی: Ghar Ka Chiraag) فیلمی محصول سال ۱۹۶۷ و به کارگردانی جاگدیو بامباری است. در این فیلم بازیگرانی همچون درمندرا، وحیده رحمان، بیسواجت چاترجی، بالراج ساهنی، آبی باتاچاریا ایفای نقش کرده‌اند.